# John Blanke

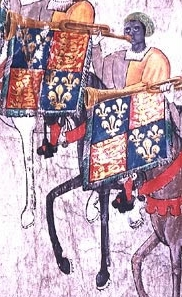
Afbeelding uit The 1511 Westminster Tournament Roll die waarschijnlijk John Blanke toont

John Blanke (fl. 1507 - 1512) was een Afrikaanse muzikant aan het hof van Hendrik VII en Hendrik VIII van Engeland.

## Biografie
Van John Blanke wordt aangenomen dat hij van Afrikaanse afkomst is, mogelijk uit Algerije stammend, maar zijn leeftijd, geboorteplaats en ouders zijn onbekend. Zijn bestaan blijkt uit archieven van de koninklijke boekhouding. Zijn achternaam is waarschijnlijk eerst een bijnaam geweest en zou afkomstig zijn van het Spaanse blanco dat wit betekent. Waarschijnlijk kwam Blanke in Engeland terecht met de komst van Catharina van Aragon naar het land in 1501. Tussen 1507 en 1512 was Blanke een van de acht koninklijke trompettisten die onder leiding stonden van Peter de Casa Nova. Zijn eerste salaris verkreeg hij in december 1507 en bedroeg 20 shillings. Blanke speelde op de begrafenis van Hendrik VII op 11 mei 1509 en ook op 24 juni van dat jaar bij de kroning van Hendrik VIII van Engeland.
Na de dood van de Italiaanse trompettist Domynck Justinian solliciteerde Blanke voor diens positie, wat hem een salarisverdubbeling opleverde. Op 12 en 13 februari 1511 speelde Blanke ook op het toernooi van Westminster dat werd gehouden voor de geboorte van prins Hendrik, hertog van Cornwall. Een jaar later trouwde hij met een vrouw van wie de naam onbekend is. Ter gelegenheid van zijn huwelijk stuurde Hendrik VIII hem een kleed van violet laken, alsook een muts en een hoed. Hierna verdwijnt de naam van Blanke uit de koninklijke archieven, want hij wordt niet genoemd in de lijst van trompettisten van 31 januari 1514.